# 布科藻
布科藻是安哥拉的城鎮，由喀丙達省負責管轄，北面與剛果共和國接壤，南面是剛果民主共和國，面積2,115平方公里，人口約40,000，人口密度每平方公里18.9人。